# Freie sozialistische Jugend
Unter dem Namen Freie sozialistische Jugend (auch: Freie sozialistische Arbeiterjugend, Freie Sozialistische Jugend), waren verschiedene Jugendverbünde zu Beginn des zwanzigsten Jahrhunderts im Deutschen Kaiserreich gegründet worden. Sie existierten bis zum Ende des Ersten Weltkrieges beziehungsweise bis zum Beginn der Weimarer Republik. Ziel der Organisationen war es, „die wirtschaftlichen, rechtlichen und geistigen Interessen der Lehrlinge, jugendlichen Arbeiter und Arbeiterinnen“ zu wahren.
Durch die unterschiedlichen gesetzlichen Vorgaben innerhalb des deutschen Kaiserreiches standen sie offen oder verdeckt den Zielen der deutschen Sozialdemokratie nahe.

## Hintergrund
Für die Mehrheit der Kinder und Jugendlichen aus dem Arbeitermilieu stand die achtklassige Volksschule für ihre Bildung zur Verfügung. Dort wurde Religionsunterricht, Rechnen, Lesen und Geschichtsunterricht angeboten. In den städtischen Volksschulen kam noch Grundkenntnisse in den Naturwissenschaften, Zeichen- und Turnunterricht hinzu. Für viele Kinder war jedoch schon mit zehn oder zwölf Jahren die Schulzeit beendet, da sie mithelfen mussten, die Familie zu ernähren.
Ziel des Schulbesuches war nach Kaiser Wilhelm II. „durch Pflege der Gottesfurcht und Liebe zum Vaterland die Grundlage für eine gesunde Auffassung auch der staatlichen und gesellschaftlichen Verhältnisse zu legen“.
Eine gesetzliche Berufsausbildung gab es um das Jahr 1900 in der uns heute bekannten Form nicht. Nach der damals gültigen Gewerbeordnung ging die Erziehungsgewalt vom Vater auf den Lehrmeister über. Somit hatte der Lehrmeister das Recht, den Lehrling zu maßregeln und zu bestimmen, wie der Lehrling seine Freizeit verbrachte. Daneben war es üblich, dass der Lehrling im Hause des Lehrmeister lebte, dies führte dazu, dass der Lehrling neben seiner Lehrlingstätigkeit auch noch im Haushalt mithelfen musste, was zu einer Arbeitszeit von 13 bis 14 Stunden führte.
Mit der schnellen Industrialisierung ab Anfang des 20. Jahrhunderts kämpfte das Handwerk gegen den Konkurrenzdruck durch die Industriebetriebe. Um zu bestehen, stellten die Lehrmeister bis zu zehn Lehrlinge ein und setzten diese als billige Arbeitskräfte ein. Die Lehrlinge erhielten für ihre Arbeit einen geringen Lohn oder sie mussten Lehrgeld zahlen.
Nach dem Ende der Lehre wurde die Lehrlinge überwiegend entlassen, ohne Aussicht in ihrem erlernten Handwerk eine Anstellung zu finden. Somit blieb ihnen nicht anderes übrig, als ihren Lebensunterhalt in den Fabriken zu erarbeiten.
In den Anfangsjahren der Arbeiterbewegung wurde dieses Problem noch nicht vertiefend behandelt. Erst der fünfte Kongress der II. Internationale im Jahr 1900 in Paris nahm sich des Themas an und beschloss eine Resolution, die die Erziehung und Organisation der Jugend zum Inhalt hatte. In den folgenden Jahren wurde dies auch ein Thema auf den SPD-Parteitagen (z. B. 1904 in Bremen, 1905 in Jena, 1906 in Mannheim).

## Entstehung der Freien sozialistischen Jugend

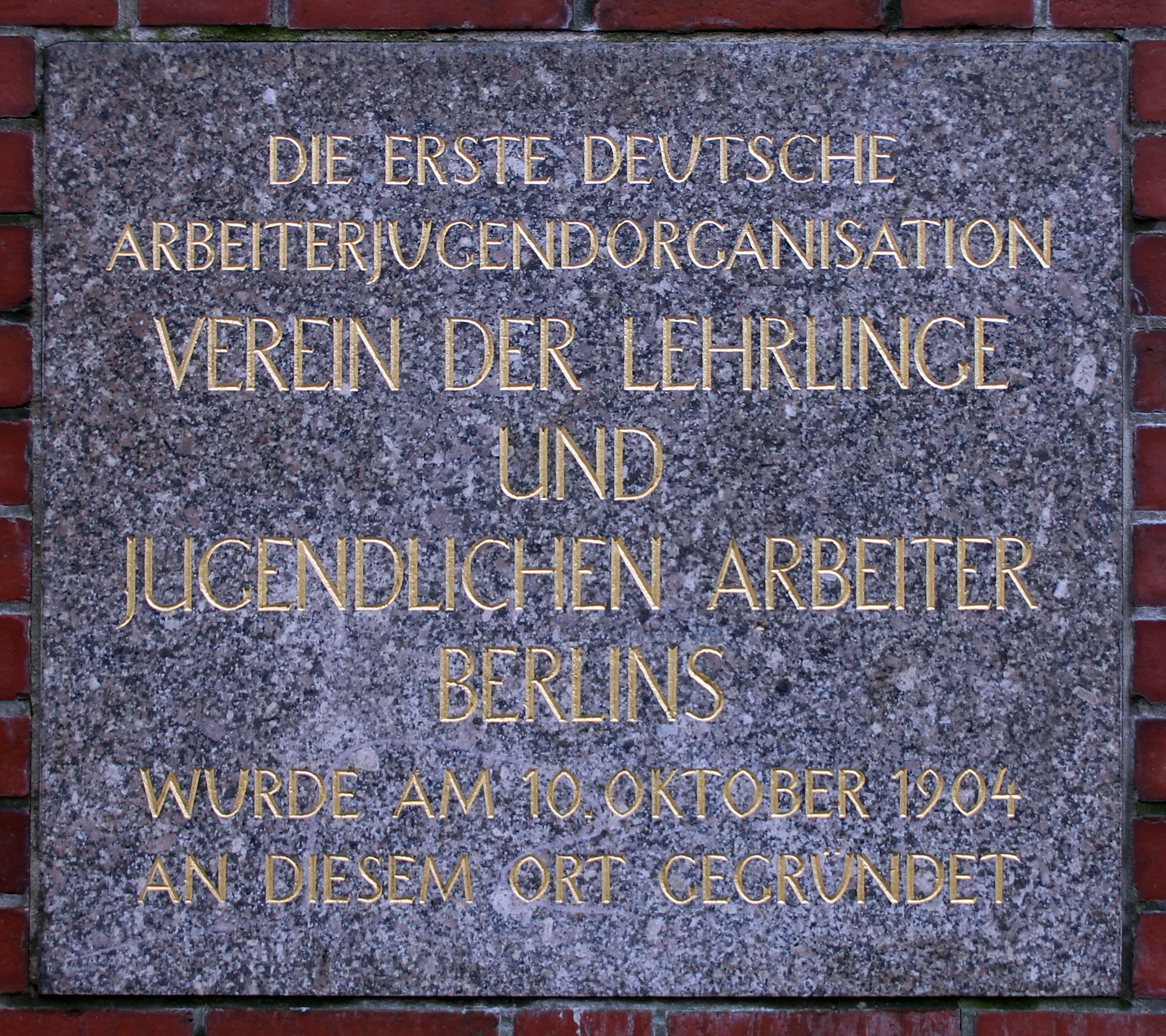
Gedenktafel am Haus, Berolinastraße 12, in Berlin-Mitte

Zeitungskopf der Monatsschrift „Arbeitende Jugend“ von 1907

Unabhängig von der Diskussion in der Sozialdemokratie entstand 1903 in Offenbach durch eingewanderte österreichische junge Arbeiter der Jugendbund. Der Jugendbund hatte den Verband jugendlicher Arbeiter Österreichs als Vorbild. Er bezog von dem Verband dessen Zeitung Der jugendliche Arbeiter.
Ausgehend von der Arbeit des Jugendbundes gründete sich schließlich 1904 die Vereinigung der freien jugendlichen Arbeitervereine Hessens.
Unter sozialdemokratischer Initiative gründete sich 1904 in Mannheim der Verband junger Arbeiter Mannheims. Der Verband hatte die belgischen Jeunes Gardes als Vorbild. Treibende Kraft war der SPD-Politiker Ludwig Frank. Ludwig Frank formulierte als Ziele für den Verband: „... die Jugend in die Gedankenwelt des Sozialismus einzuführen und sie zu tüchtigen Mitkämpfern im Befreiungskampf der Arbeiter zu erziehen.“ Einer der Hauptredner zur politischen Bildung war unter anderen Karl Liebknecht.
Wie die Gründung in Offenbach führte die in Mannheim zu einer „Gründungswelle“ in anderen Orten Süddeutschlands. Am 11. Februar 1906 schlossen sie sich zum Verband junger Arbeiter Deutschlands zusammen. Als Mitteilungsblatt des Verbandes junger Arbeiter Deutschlands erschien am 1. April 1906 die Zeitung Die junge Garde. Bis Mai 1908 waren 4500 junge Menschen in dem Verband organisiert.
Den Selbstmord des Lehrling Paul Nähring im Juni 1904 griff die sozialdemokratische Zeitung Das neue Montagsblatt auf und als Resonanz forderten viele Leserbriefschreiber, sich für die Lehrlinge einzusetzen. Dies führte zur Gründung des Verein der Lehrlinge und jugendlichen Arbeiter Berlins am 10. Oktober 1904 durch 24 junge Arbeiter. Der Vorwärts nahm sich ebenfalls des Themas an und rief zu einer öffentlichen Versammlung auf, der über 800 Menschen folgten. In der Folgezeit wuchs der Verein auf über 500 Mitglieder und musste sich in „übersichtliche“ Gruppen aufteilen. Um die jungen Arbeiter zu informieren, erschien am 1. Januar 1905 zum ersten Male die Zeitung Die Arbeitende Jugend in einer Auflage von 10.000 Exemplaren. In der Folgezeit breiteten sich die Vereine in Norddeutschland aus und 1906 gründeten sie den Dachverband Vereinigung der freien Jugendorganisationen Deutschlands. Zu diesem Zeitpunkt hatten sie 3.800 Mitglieder.

## Politische Repression
Bis zur Verabschiedung des Reichsvereinsgesetzes am 8. April 1908 waren im deutschen Kaiserreich die einzelnen Länder für die Vereinsgesetzgebung zuständig.
Durch das Verbot der politischen Betätigung der jungen Menschen in Vereinen in Preußen bedingt, durften auf Versammlungen der örtlichen sozialistischen Jugend keine politischen Themen besprochen werden, solange Lehrlinge und Schüler anwesend waren. Auch mussten die Vereine der Polizei die Mitgliederlisten und die Namen der Vorstandsmitglieder mitteilen. Unter politischer Betätigung definierte das Reichsgericht Diskussionen zur Verfassung, Verwaltung, Gesetzgebung, staatsbürgerliche Rechte und die internationalen Beziehungen. Da die überwachenden Polizisten einschätzen mussten, wann es zu politischen Themen überging und somit die Lehrlinge und Schüler die Versammlung verlassen mussten, kam es in Folge häufig zu Gerichtsverfahren.
In Süddeutschland und in den Hansestädten war es jungen Menschen dagegen gestattet, sich politisch zu engagieren.
Auch die Lehrmeister versuchten, ihre Lehrlinge von den Jugendorganisationen fernzuhalten, was unter anderem durch Verbote innerhalb der Lehrverträge geschah. Diese Repressalien bestärkten die jungen Menschen jedoch in ihren Forderungen.

## Bruch in der Jugendbewegung
Die Linken in der Sozialdemokratie dagegen wünschten, die Eigenaktivität der Jugend zu fördern, sie zum Antimilitarismus zu erziehen und zu aktiven Mitstreitern für die Rechte der Arbeiter zu machen. Die freien Jugendorganisationen, die in allen Industriestädten seit Anfang des Jahrhunderts entstanden waren, wurden nun von der Zentralstelle aufgelöst, weil sie politisch waren.
Die örtlichen Vereine der Arbeiterjugend, die der Linken und ihrem Sprecher Karl Liebknecht folgten, widersetzten sich der Auflösung, strichen der Form halber den Sozialismus aus dem Vereinsnamen und setzten ihre Arbeit fort: Politische und allgemeine Bildung, Wanderungen, Jugendtage in Zusammenarbeit mit Linken der älteren Generation. An der Bildungsarbeit wirkten Akademiker, wie Hermann und Käte Duncker, mit Arbeitern zusammen, die Autodidakten waren, so Wilhelm Schwab, Jacob Walcher, Edwin Hoernle, Friedrich Westmeyer, Friedrich Notz, Max Hammer, Käte Duncker, Otto Krille, Karl Lüpnitz, Fritz Rück, Helene Hörnle, Georg Stetter. Sie bildeten wichtige politische Persönlichkeiten der antimilitaristischen Linken heran.

## Jugendverbände nach dem Ersten Weltkrieg
Nach dem Krieg verfestigte sich die politische Spaltung der Arbeiterbewegung. Die Sozialdemokratie organisierte die Kinderfreunde, die Falken und die Sozialistische Arbeiterjugend, die Kommunisten den Jung-Spartakus-Bund und den Kommunistischen Jugendverband. Daneben bestanden zahlreiche kleinere linke Jugendorganisationen. Die freien Gewerkschaften des Allgemeiner Deutscher Gewerkschaftsbund (ADGB) und des AfA-Bundes schufen gewerkschaftliche Jugendgruppen in großer Zahl.

### Freie Sozialistische Jugend (FSJ)

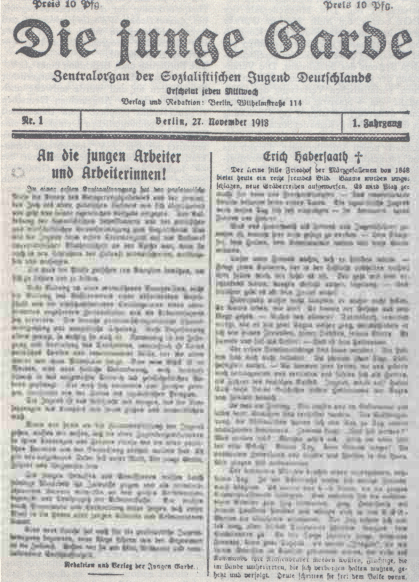
Titelblatt der Nr. 1 der Zeitung Die junge Garde vom 27. November 1918

Die Freie Sozialistische Jugend (FSJ) war eine politische Jugendorganisation in der Anfangszeit der Weimarer Republik, die vom 27. Oktober 1918 bis September 1920 bestand. Die vom Marxismus beeinflussten Organisationen der Arbeiterjugend beschlossen auf der Gründungskonferenz am 26./27. Oktober 1918 in der Schicklerstraße 6–7 in Berlin-Mitte die inhaltlichen und organisatorischen Leitlinien. Die Freie Sozialistische Jugend bekannte sich wie die USPD zur Diktatur des Proletariats, was jedoch im Umfeld der Novemberrevolution mehrheitlich als Synonym für die Räterepublik verstanden wurde.
Als Zentralorgan der Freie Sozialistischen Jugend wurde Die junge Garde herausgegeben. Deren erste Nummer erschien am 27. November 1918. Verlegt wurde die „Junge Garde“ damals in der Wilhelmstraße 114 in Berlin-Mitte.
Auf ihrer 2. Reichskonferenz vom 22./23. Februar 1919 erklärte die Freie Sozialistische Jugend die Errichtung einer sozialistischen Republik als das Endziel der proletarischen Jugendbewegung. Zudem bekannte sie sich zur KPD.
Im September 1920 änderte die Freie Sozialistische Jugend ihren Namen in Kommunistischer Jugendverband Deutschlands.
Gedenktafel
Am Gebäude der Schicklerstraße 6–7 (Berlin) ist eine Gedenktafel angebracht mit folgender Inschrift:

„In diesem Gebäude fand am 26./27. Oktober 1918 der Gründungskongress der Freien Sozialistischen Jugend statt. Karl Liebknecht sprach zu den Delegierten.“

## Publikationen
Durch die verschiedenen Gründungen der freien sozialistischen Jugendverbände am Anfang des zwanzigsten Jahrhunderts, wurden von diesen verschiedene Publikationen herausgegeben.
Der Verein der Lehrlinge und jugendlichen Arbeiter Berlins gab vom 1. Januar 1905 bis Mai 1909, in monatlicher Erscheinungsweise und mit einer Auflage von rund 10.000 Exemplaren, die Zeitung Die Arbeitende Jugend heraus.
Der Verband junger Arbeiter Deutschlands publizierte vom 1. April 1906 bis März 1908, mit einer monatlichen Erscheinungsweise und einer Auflage von circa 11.000 Exemplaren, die Zeitung Die junge Garde.
Im Jahr 1908 vereinigten sich die beiden Zeitungen zur Arbeiter-Jugend, deren erste Ausgabe am 30. Januar 1909 erschien. Die Zeitung wurde mit der letzten Ausgabe vom Februar 1933 eingestellt.
Durch die politische Spaltung der Sozialdemokratie in SPD und USPD (und deren Folgeorganisation KPD) erschien ab 1918 bis 1933 wieder Die junge Garde als zentrales Publikationsorgan der Freien sozialistischen Jugend Deutschlands (später Kommunistischer Jugendverband Deutschlands).